# 古埃及農業

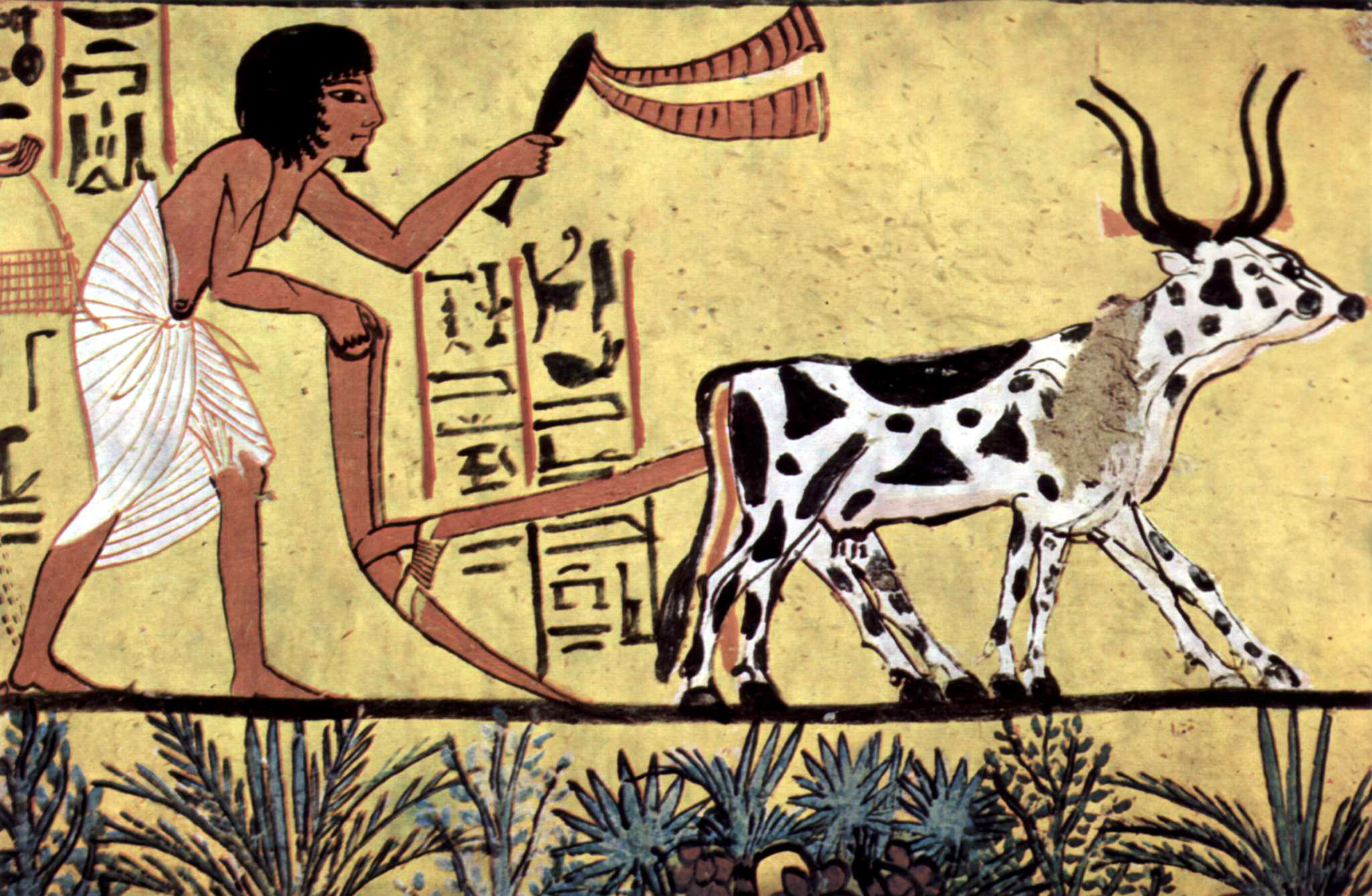
公元前1200年的古埃及牛耕壁畫

古埃及文明是最早开展农业活动的古文明之一。尼羅河规律性、季節性的洪泛及其带来的肥沃土壤，令农业生产成为了可能。古埃及人顺应尼罗河的洪泛周期开展农业活动，发明了独创的灌溉體系，種植了大麥、小麥等粮食作物以及亞麻和紙莎草等經濟作物，积累了大量財富，最终得以在此基礎上建立王国。

## 農業的開端
在非洲濕潤時期，尼羅河谷以西的撒哈拉東部地区曾植被茂密，孕育了幾種新石器時代文化。公元前8000年左右，撒哈拉地区人口數量大幅增加；当地居民以在湖区渔、獵，以及採集野生穀物为生；撒哈拉地区豐富的野生禾本科穀物是重要的食物來源。
達赫勒綠洲位於埃及西部沙漠法拉夫拉綠洲和哈里傑綠洲之間，距尼羅河350公里。在達赫勒，巴申迪文化的居民是非洲潮濕時期流動的牧民和覓食者。他們住在板坯建造的定居點，以及由成群的爐丘組成的露天場所。類似巴申迪的群體也居住在南部的法拉夫拉綠洲和納布塔綠洲。巴申迪人使用砂岩研磨機研磨當地的野生小米和高粱。
在法拉夫拉綠洲發現了大約公元前6100年的山羊遺骨，在納布塔普拉亞發掘出了大約在公元前6000年的綿羊/山羊和牛的遺骸。然而，山羊和牛幾乎是近東唯一被綠洲居民接受的新石器時代元素。其他文化發展，如石器工業，起源於當地，或者至少來自非洲東北部。
法尤姆綠洲也為大約同一時期的農業起源提供了證據，家養的綿羊、山羊、豬和牛的遺物都在這裡被發現。卡斯爾薩加遺址的綿羊可追溯到公元前5350年，綿羊、山羊和牛可追溯到公元前5150年。在法尤姆的兩個遺址發現了二粒小麥和大麥，其年代為公元前4500-4200年。
距開羅西北約15英里的梅林德文化遺址被認為是埃及最早的永久定居點，居住的歷史可以追溯到公元前4800年到4300年左右，這些居民開始發展完整的農業經濟。最早的馴化驢起源於非洲大陸，埃爾奧馬里的前王朝遺址有埃及最早的馴化驢，其年代為公元前4800-4500年，接下來是公元前4500-4000年的馬迪遺址。在埃及阿比多斯的尼羅河谷，在法老墓地發現了5000年前家養驢的考古遺骸。典型的負重造成的骨損傷表明驢可能已在該地區被馴化。

## 農業的系統
古埃及文明是在北非干旱的氣候中發展起來的，尼羅河有兩條主要支流：發源於埃塞俄比亞的青尼羅河和發源於烏干達的白尼羅河。雖然白尼羅河被認為更長，更容易穿越，但青尼羅河實際上承載了河流約三分之二的水量。支流的名稱來源於它們所攜帶的水的顏色。支流在喀土穆匯合，當它到達開羅後再次分支，形成尼羅河三角洲。
埃及人利用了尼羅河可預測的自然週期性洪水模式發展他們的農業實踐。河流的水位在8月和9月上升，洪氾區和三角洲在洪水高峰期被1.5米的水淹沒。隨著洪水在10月退去，農民們得到了充足的肥沃土壤來種植莊稼。洪水留下的淤泥土壤是由尼羅河從埃塞俄比亞高地帶來的。洪水結束後開始播種，作物在3月至5月之間成熟之前，只需要很少的照顧就可以生長。
為了充分利用尼羅河的水，古埃及人開發了灌溉系統，使他們可以將尼羅河的水用於各種目的。埃及人開發並利用了一種稱為流域灌溉的水資源管理形式。這種做法使他們能夠控制水量的漲落，以適合他們的農業需求。通過在被河水淹沒的莊稼地裡修建縱橫交錯的土牆網絡，使洪水被困在由牆壁形成的窪地中，讓土壤變得完全飽和以便以後種植。一旦土壤完全浸透，水就會被簡單地排到另一個需要更多水的窪地。
除了在洪氾區的種植外，古埃及人還開發了果園和花園。這種園藝通常發生在離尼羅河氾濫平原較遠的地方，因此他們需要做更多的工作。花園所需的常年灌溉迫使種植者手動從井或尼羅河中取水來澆灌他們的花園作物。此外由於沒有尼羅河帶來的淤泥，花園必須用鴿糞施肥。這些花園和果園通常用於種植蔬菜、葡萄和果樹。

## 作物和牲畜
埃及人種植多種作物，包括穀物、蔬菜和水果。然而他們的飲食圍繞著幾種主要作物，尤其是穀物和大麥。種植的其他主要穀物包括用於製作麵包的單粒小麥和二粒小麥。大多數人口的其他主食以豆類為主，包括小扁豆、鷹嘴豆和蠶豆。他們還種植洋蔥、大蒜和蘿蔔等塊根作物以及生菜和歐芹等沙拉作物。
水果是埃及藝術品的共同主題，與穀物和豆類不同，水果需要更苛刻和復雜的農業技術，包括使用灌溉系統、克隆、繁殖和培育。雖然埃及人種植的第一批水果很可能是本土的，例如椰棗，但隨著其他文化的影響，更多的水果被引入。在前王朝時期的埃及遺址中發現了葡萄、西瓜、無花果等。角豆、橄欖、蘋果和石榴在新王國時期被引入埃及，桃子和梨子在希臘羅馬時期也被引入。
埃及人不僅僅依靠農業生產糧食。他們在將其用於醫藥、宗教、服裝生產方面具有創造性。草藥可能有最多樣化的用途，它們被用於烹飪、醫藥、化妝品和防腐處理。在墓葬中發現了超過2000種不同種類的開花或芳香植物。紙莎草是一種用途廣泛的作物，既可以野生生長，也可以栽培。雖然其根莖部分被作為食物食用，但它主要用作經濟作物。這種植物的莖被用來製作船、墊子和紙。亞麻是另一種具有多種用途的重要作物，它的主要用途是生產繩索和亞麻布，亞麻布是埃及人製作衣服的主要材料。而指甲花是為生產染料而種植的。
古埃及牛有四種主要的不同類型：哈米特长角牛（Ankole-Watusi）、短角牛（Wndw）、无角牛（Polled Holsteins）和瘤牛。埃及人養牛的最早證據來自法尤姆地區，可追溯到公元前5000年，在新王國時期來自敘利亞的駝背牛被引入埃及。埃及最早的人造孵化器可以追溯到公元前4世紀，用於大量生產雞。

## 宗教與農業
宗教是古埃及日常生活中非常重要的一個部分。許多埃及人的宗教儀式都集中在他們對環境、尼羅河和農業的觀察上。他們用宗教來解釋自然現象，例如尼羅河的周期性洪水和農業產量。儘管尼羅河對埃及人的好運或壞運負有直接責任，但他們並不崇拜尼羅河本身。相反他們感謝特定的神靈帶來的好運。他們沒有給這條河起名字，只是簡單地稱它為“河”，“尼羅河”一詞甚至並非源自埃及。
古埃及人將洪水擬人化，創造了名為哈匹的神。儘管洪水對他們的生存至關重要，但哈匹並不被認為是主神。他被描繪成一個超重的人物，諷刺地向法老王提供水和其他豐富的產品。埃及人從來沒有專門為哈皮建造一座寺廟，但當洪水氾濫時，人們開始向他獻祭和唱讚美詩。奧西里斯神也與尼羅河和土地肥沃密切相關。在洪水季期間，奧西里斯的泥塑雕像和大麥一起被埋入土中。